# Encyklopedia Internautica
Encyklopedia Internautica is een Poolse internetencyclopedie die gebaseerd is op de Popularna Encyklopedia Powszechna (Populaire Gemeenschappelijke Encyclopedie) van Pinnex. Het is vrij beschrikbaar op de pagina's van Interia, een Pools internetportaal. Sinds 2006 heeft deze encyclopedie meer dan 120.000 artikelen.